# San Ignacio (departamento)
| Departamento San Ignacio | Departamento San Ignacio |
| ------------------------ | --- |
| País:                    | Argentina |
| Província:               | Misiones |
| Capital:                 | San Ignacio |
| Superfície:              | 1.662 km² |
| População:               | 55.038 (IDEC - 2001) |
| Densidade: 34,25 hab/km² | |
| Altitude:                | |
| Localização:             | |
| Municípios:              | - Colonia Polana - Corpus - General Urquiza - Gobernador Roca - Hipólito Yrigoyen - Jardín América - San Ignacio - Santo Pipó |
| Web:                     | |
| Localização na província | |
| Departamento             | |

San Ignacio é um departamento da Argentina, localizado na província de Misiones.